# Georg Ernst Friedrich Hoppenstedt

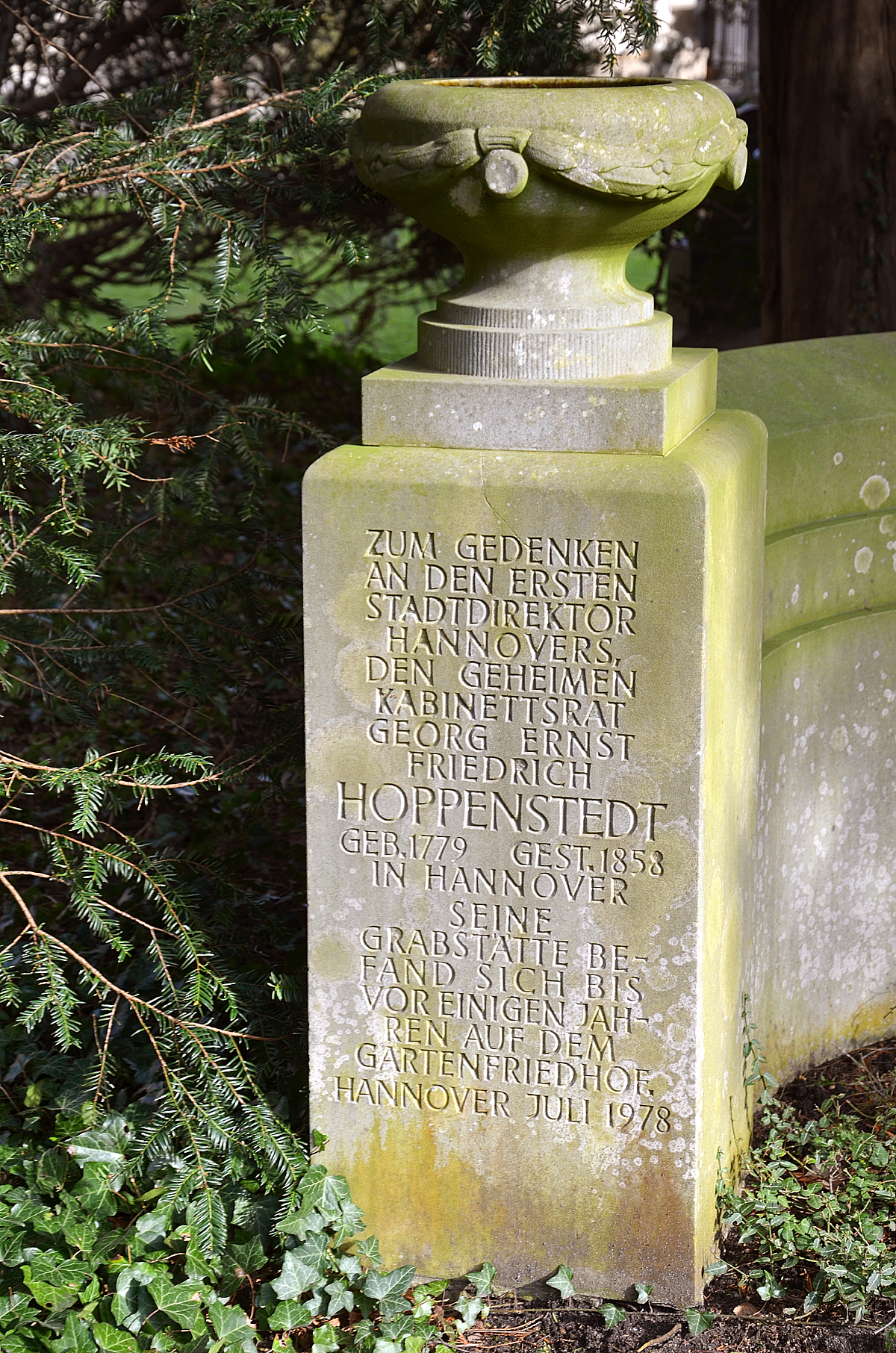
Inschrift auf dem Stadtfriedhof Engesohde von 1978, nach der Hoppenstedt wenige Jahre zuvor noch auf dem Gartenfriedhof bestattet gewesen sein soll.

Georg Ernst Friedrich Hoppenstedt (* 8. Juli 1779 in Hannover; † 16. Februar 1858 ebenda) war von 1821 bis 1824 Oberbürgermeister (amtlich: Stadtdirektor) von Hannover, Verwaltungsjurist und Staatsmann, der eng mit der Universität Göttingen verbunden war.

## Leben
Hoppenstedt war das jüngste Kind des Pastors Wilhelm Johann Julius Hoppenstedt an der Gartenkirche und seiner Frau Luise Henriette Steigerthal (1742–1821); zu seinen neun bis ins Erwachsenenalter überlebenden Geschwistern zählten Karl Wilhelm und August Ludwig; die Familie gehörte im ausgehenden 18. und im 19. Jahrhundert zu den sogenannten Hübschen Familien.
Nach dem Besuch des Lyceums in Hannover studierte er von 1797 bis 1800 Jura in Göttingen. Während der französischen Besatzungszeit und Zugehörigkeit des Kurfürstentums Hannover zum Königreich Westphalen von 1810 bis 1813 war Hoppenstedt in verschiedenen Ämtern in der Stadtverwaltung tätig. 1817 wurde er zum Regierungsrat, im Herbst 1820 zum provisorischen Stadtdirektor ernannt. Ab Februar 1821 hatte er dieses Amt auch formell inne. Zu seinen Aufgaben gehörte es, für die Alt- und Neustadt eine Verfassung auszuarbeiten, die unter anderem die Trennung von Verwaltung und Justiz beinhalten sollte und 1822 in Kraft trat. 1824 wurden Alt- und Neustadt vereinigt; außerdem ordnete er das Schulwesen neu und gründete eine Spar- und Leihcasse, die spätere Stadtsparkasse. Im März 1824 legte Hoppenstedt sein Amt nieder.
Er wurde als Nachfolger seines erkrankten Bruders Karl Wilhelm als Geheimer Kabinettsrat und Generalsekretär sowie Mitglied der Ständeversammlung berufen. Fortan hatte er die Aufsicht über das Archivwesen, war zuständig für die Verwaltungsreform und für die Angelegenheiten der Universität Göttingen. In dieser Funktion gelang es ihm, eine Reihe von großen Namen dorthin zu berufen. Eine Berufung zum Innenminister lehnte er 1831 ab und trat 1848 in den Ruhestand. Hoppenstedt starb am 16. Februar 1858. Nach dem Göttinger Ehrenbürger (seit 1837) wurde 1897 posthum eine Straße in der hannoverschen Südstadt benannt.

## Hildesheimer Straße 17
Georg Ernst Friedrich Hoppenstedt soll im Besitz seines angeblich schon im 18. Jahrhundert erbauten Wohnhauses Hildesheimer Straße 17 gewesen sein, das 1879 die Eltern des Philosophen Theodor Lessing kauften. Das Gebäude stand an Stelle des heutigen Haupteinganges der Region Hannover unter der Adresse Hildesheimer Straße 20. Eine Abbildung vom „Wohnhaus Georg Hoppenstedt in der Hildesheimer Str. 17“ findet sich im Digitalen Bildarchiv Hannover, ID 6605.